# Rändel-Käferschnecke
Die Rändel-Käferschnecke (Lepidochitona cinerea), auch Graue Käferschnecke / Aschgraue Käferschnecke genannt, ist eine Art der Käferschnecken in der Gattung Lepidochitona (Familie Ischnochitonidae).

## Merkmale

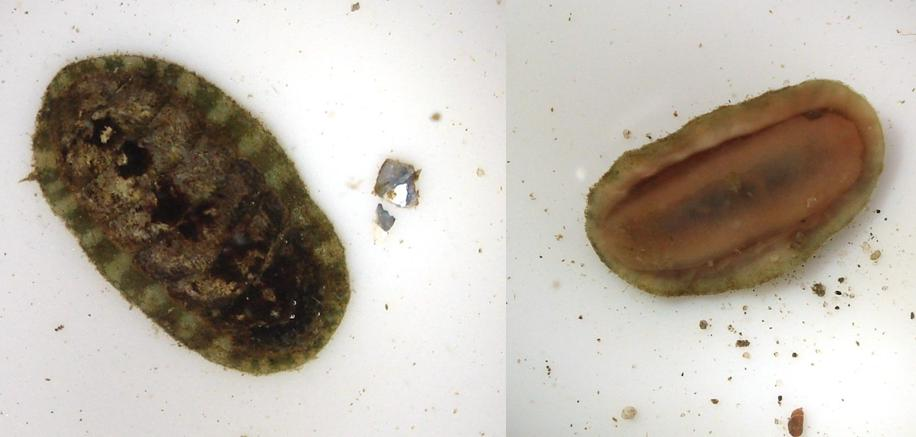
Rändel-Käferschnecke (Lepidochitona cinerea) – Ober- und Unterseite

Die Rändel-Käferschnecke (Lepidochitona cinerea) erreicht eine Größe von ca. 2 cm. Die Schale besteht (wie bei allen Käferschnecken) aus acht Einzelplatten, die eine leichte Kielung aufweisen und von einem Gürtel umgeben sind. Die Platten weisen eine variable, marmorierte Färbung (rotbraun, olivgrün, gelblich) auf, die fein gekörnt erscheint. Der Gürtel ist abwechselnd hell und dunkel (olivgrün / bräunlich) gefärbt. Die Unterseite bildet ein muskulöser Fuß, mit dem die Rändel-Käferschnecke festen Halt findet.

## Vorkommen
Die Rändel-Käferschnecke findet man an den Küsten des westlichen Mittelmeers, im östlichen Nordatlantik / Nordsee vom Ärmelkanal über die Britischen Inseln bis West-Norwegen und in der westlichen Ostsee (bis Rügen). Die Rändel-Käferschnecke ist in ihrem Verbreitungsgebiet üblicherweise die häufigste Art von Käferschnecken.

## Lebensweise

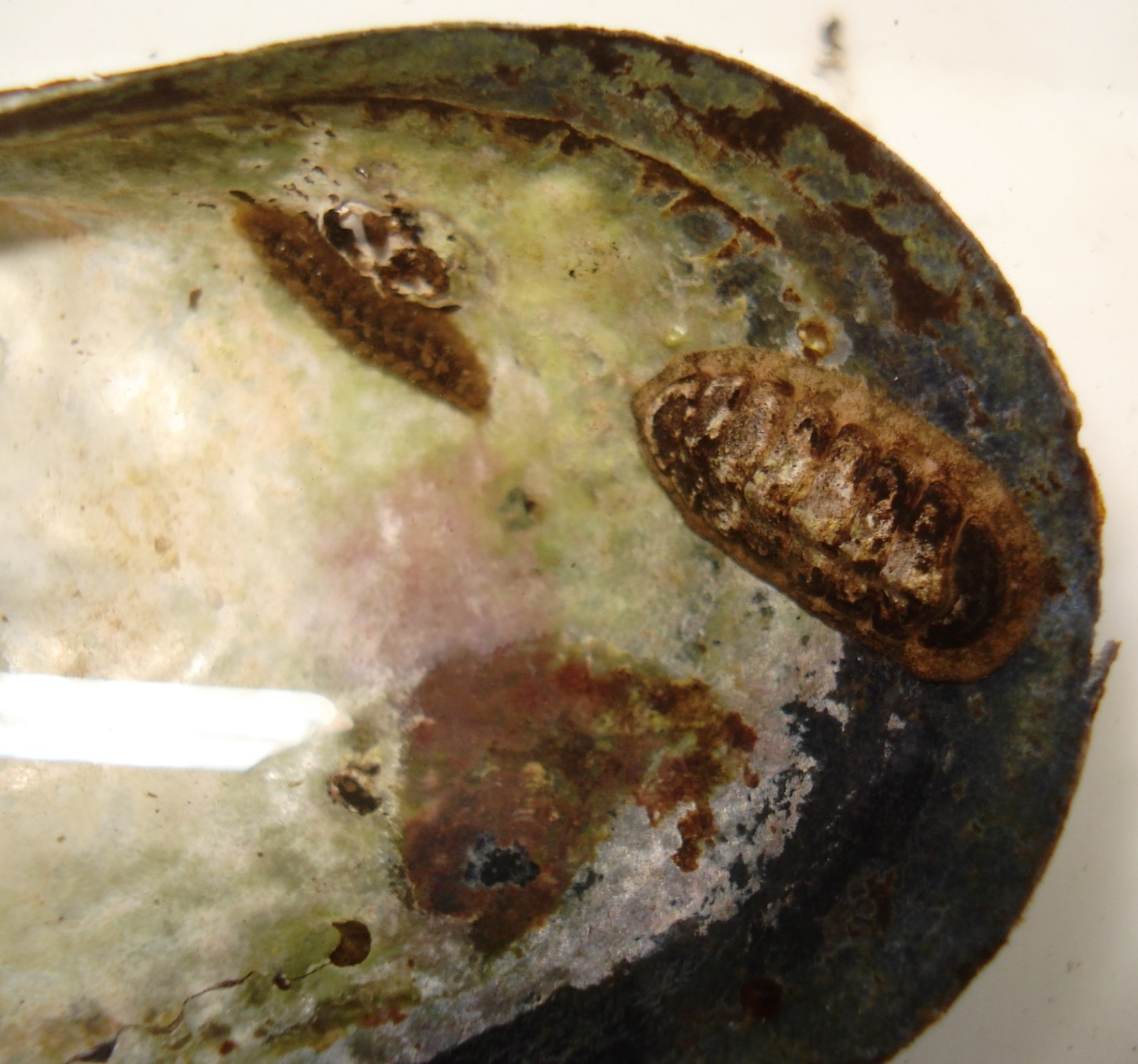
Rändel-Käferschnecke auf einer Miesmuschel-Schale (Mytilus edulis)

Die Rändel-Käferschnecke lebt auf Hartgrund (Steinen, Muschelschalen, Holz), wo sie Algen abweidet – üblicherweise an flachen Meeresküsten (häufig unterhalb der Niedrigwasserlinie / im Sublitoral, aber auch im Litoral, wo sie (bei Niedrigwasser) in Gezeitentümpeln zu finden ist).

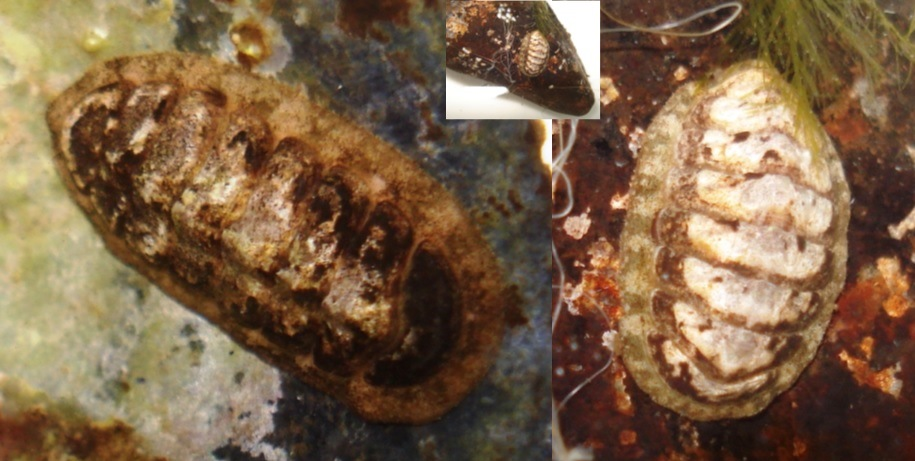
Zwei Käferschnecken auf der Schale (Ausschnitt) einer Miesmuschel (Mytilus edulis), kleines Bild in der Mitte als Maßstab